# Dingo Fence

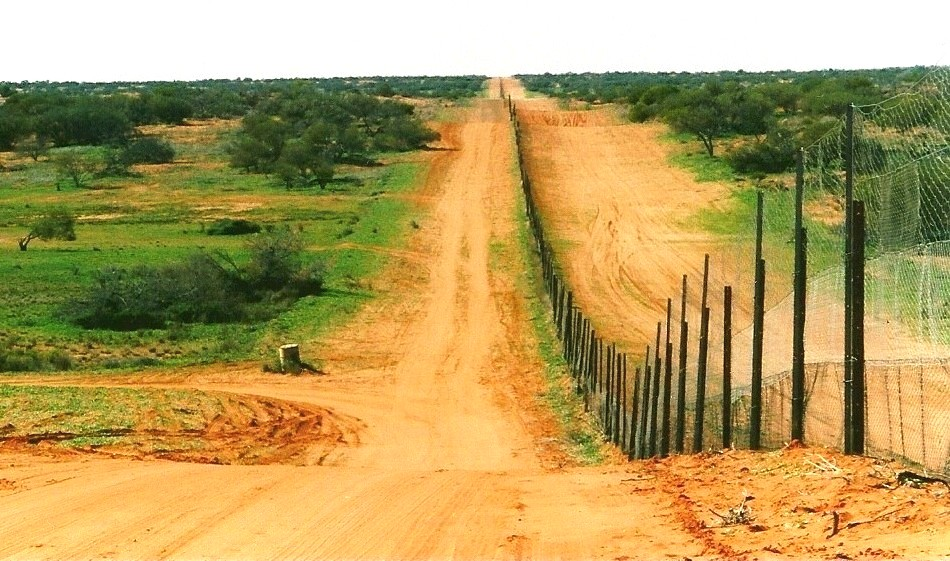
Dingo Fence presso il 29-esimo parallelo.

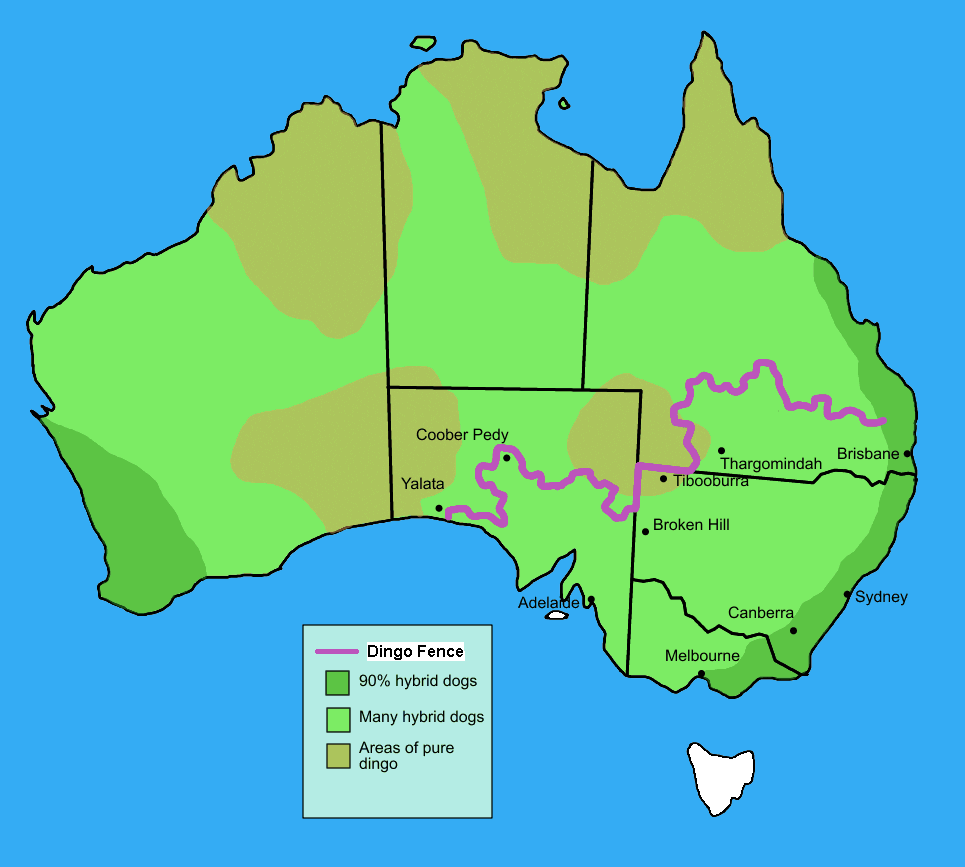
Il percorso della Dingo Fence in viola.

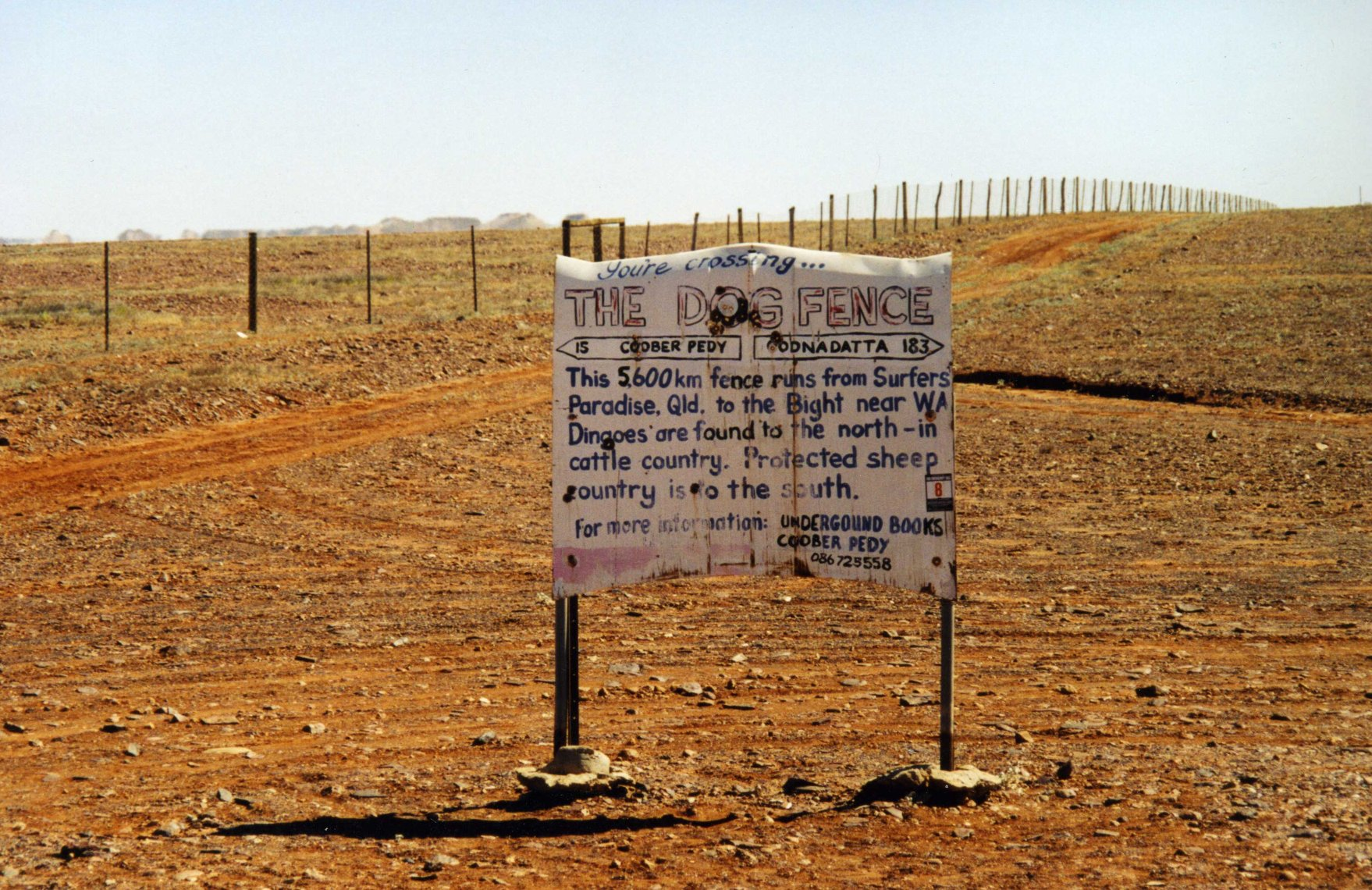
Un tratto della Dingo Fence nei pressi di Coober Pedy.

La Dingo Fence (traducibile in italiano come "recinzione Dingo") è una recinzione costruita in Australia nel corso degli anni 1880 e terminata nel 1885, per mantenere i dingo fuori dalla parte relativamente fertile a sud-est del continente (dove erano stati in gran parte sterminati) e per proteggere le greggi di pecore nel Queensland meridionale. Tra le strutture più lunghe del mondo, è la recinzione più lunga del mondo, estendendosi per 5614 km, da Jimbour sulle Darling Downs vicino a Dalby, attraverso migliaia di chilometri di terra arida, fino ad ovest della penisola di Eyre sulle scogliere della Nullarbor Plain, sopra la Grande Baia Australiana vicino a Nundroo.
Tale recinzione ha funzionato, nonostante la presenza di alcuni dingo negli Stati del sud. Anche se la recinzione ha contribuito a ridurre le perdite di pecore da parte dei loro maggiori predatori, i dingo, ciò è stato contrastato da alcuni buchi presenti dal 1990 nella recinzione che hanno lasciato passare qualche esemplare oltre a una maggiore "concorrenza" dei conigli e canguri.

## Geografia

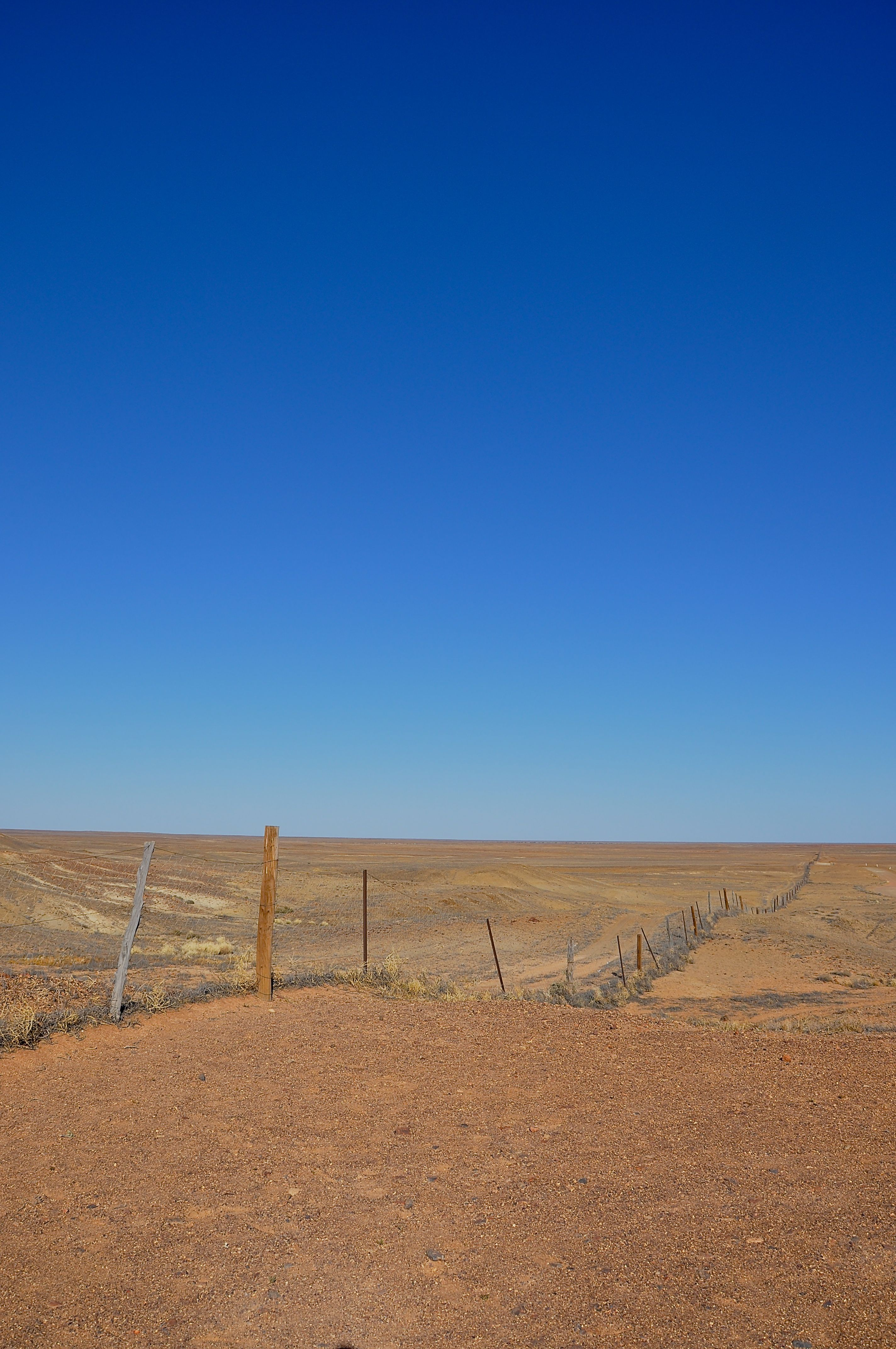
La recinzione tra Coober Pedy e Oodnadatta

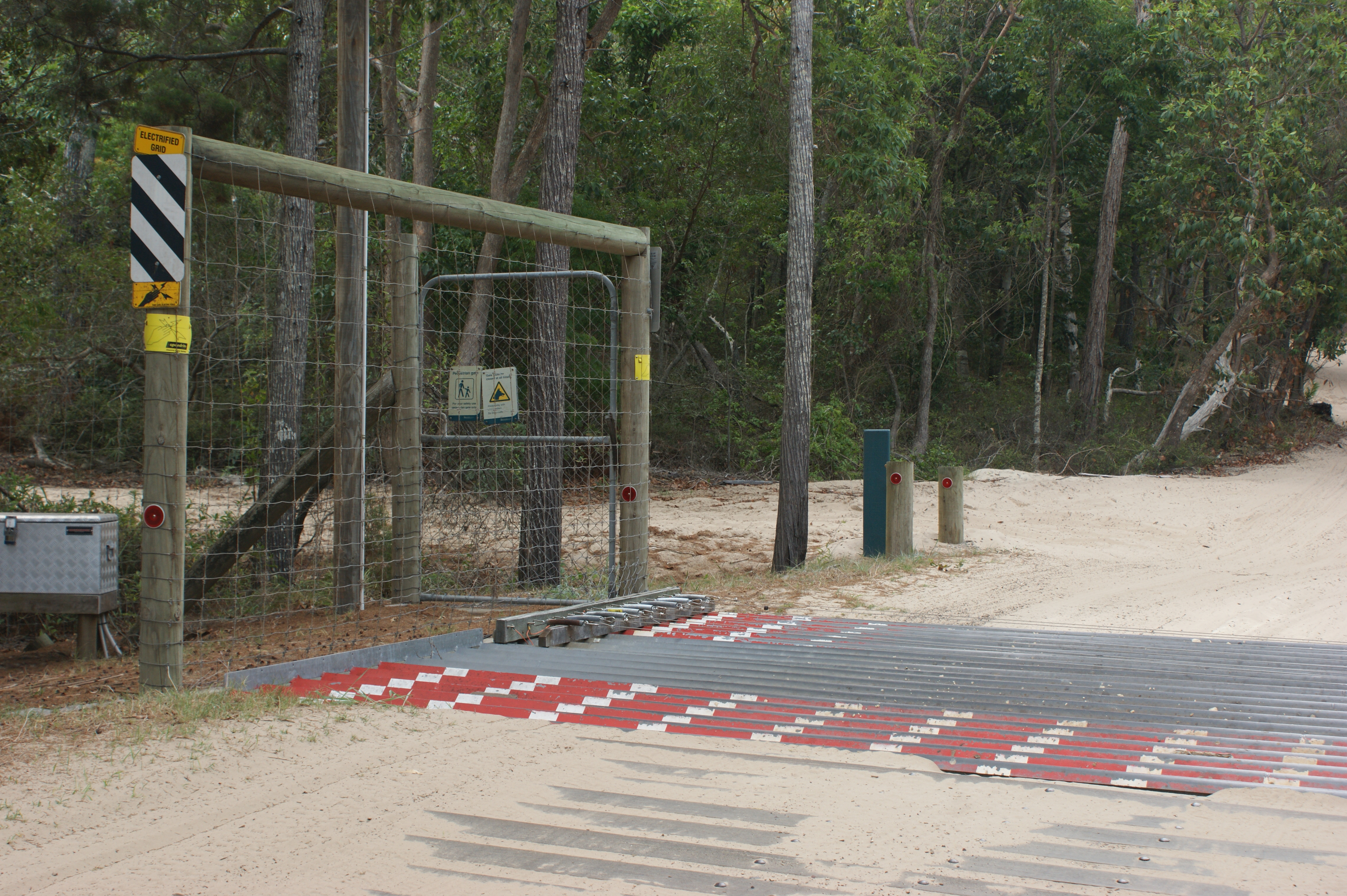
Un tratto dove è stata rinnovata la recinzione

I 2 500 chilometri di recinzione presenti nel Queensland sono anche conosciuti come Great Barrier Fence oppure Wild Dog Barrier Fence 11. È gestita dal Dipartimento delle risorse naturali e dell'acqua. Il personale addetto alla sorveglianza della recinzione è costituito da 23 dipendenti, dove ogni squadra composta da due persone pattuglia una sezione della recinzione di 300 chilometri una volta alla settimana. Vi sono appositi depositi a Quilpie e a Roma.
Il Queensland Border Fence si estende per 394 chilometri verso ovest lungo il confine con il Nuovo Galles del Sud, nel deserto di Strzelecki. La recinzione passa il punto in cui i tre stati Queensland, New South Wales e Australia Meridionale si incontrano (punto noto come Cameron Corner). A questo punto, prosegue con il confine dell'Australia Meridionale con il New South Wales, e si estende per 257 chilometri. Infine prosegue per altri 2 225 chilometri dove prende il nome Dog Fence.

## La struttura
La recinzione varia nella sua lunghezza. Per lo più è costituita da una rete metallica alta 180 cm, ma alcune sezioni in Australia Meridionale comprendono anche una recinzione elettrica. In Australia ovini e bovini sono protetti da recinzioni incredibilmente grandi; alcune di queste possono essere più grandi di alcuni piccoli paesi europei. Prima del completamento della recinzione una fattoria nell'Australia Meridionale ha perso oltre 11 000 pecore in un anno a causa degli attacchi da parte dei dingo. Non più tardi del 1991, un'altra fattoria ha perso 3 000 pecore in un anno. Data questa moria di ovini, gli allevatori hanno combattuto nuovamente utilizzando anche tecniche come l'avvelenamento, il tiro a segno, e, infine, con la costruzione del recinto più lungo del mondo.
Parti del recinto sono illuminate di notte da lampade a fluorescenza a catodo freddo, che sono alternativamente rosse e bianche. Sono alimentate da batterie a lunga durata e sono ricaricate da celle fotovoltaiche durante il giorno. Presso i passaggi minori e quelli per le fattorie vi sono una serie di accessi che consentono ai veicoli di passare attraverso la recinzione. Dove la recinzione interseca le principali strade e autostrade, sono state utilizzate apposite griglie.

## Storia
Le prime recinzioni per escludere le specie nocive in Australia sono state create per proteggere i piccoli appezzamenti di terreni coltivati dalla predazione da parte dei marsupiali. Negli anni '60 e '70 del XIX secolo le popolazioni di conigli introdotte dall'uomo hanno iniziato a diffondersi rapidamente in tutta l'Australia meridionale. Nel 1893 vi fu l'inizio di una prima recinzione per il problema dei conigli nel Queensland.
Nel 1901 fu invece iniziata la costruzione del Rabbit-proof-fence, un'altra recinzione sempre per la difesa dai conigli. Benché infruttuosa nel trattenimento dei conigli, è tuttavia riuscita a limitare la presenza di cinghiali, canguri, emù e cavalli selvatici; di conseguenza gli allevamenti di ovini poterono crescere. Grazie a questa non voluta conseguenza, l'interesse per una recinzione per i dingo aumentò e arrivarono fondi governativi per aumentare ed espandere la recinzione. Nel 1930, si stima che nel Queensland 32 000 chilometri di recinzione furono montati al di sopra della recinzione per i conigli. Aumentare l'altezza della recinzione a due metri ha dimostrato la sua efficacia.
Nel 1948 venne considerato più conveniente utilizzare l'avvelenamento mediante esche composte da "1080" (fluoroacetato di sodio) piuttosto che manutenere la recinzione. Tale soluzione è stata ribadita nel 1969 presso una conferenza nazionale dove autorità competenti hanno discusso sulle misure da intraprendere per il controllo del dingo. Gli ambientalisti però iniziarono a preoccuparsi per la protezione della specie. L'utilizzo delle esche e i crescenti costi di manutenzione hanno comportato, dopo il 1980, un accorciamento della recinzione dai circa 8 000 chilometri agli attuali 5 614.
Danni alla recinzione vengono anche causati dai dromedari selvaggi (Australian feral camel), che ne abbattono intere sezioni muovendosi in cerca di acqua. Per contrastare il problema sono stati fatti progetti per ristrutturare parti della recinzione, aumentandone l'altezza e rendendola elettrificata.

## Impatto ambientale

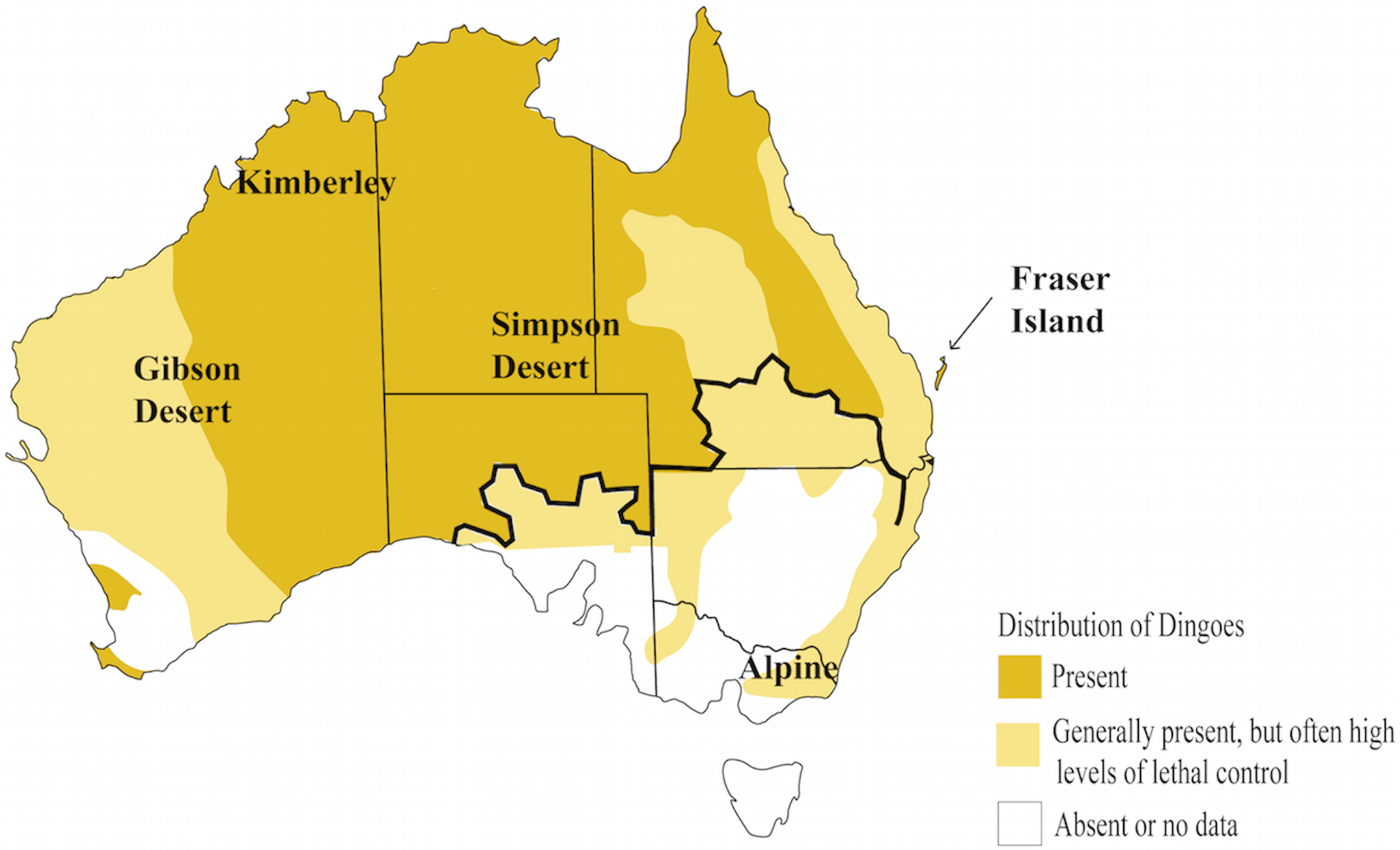
Mappa di distribuzione dei dingo in Australia. La linea nera rappresenta la Dingo Fence.

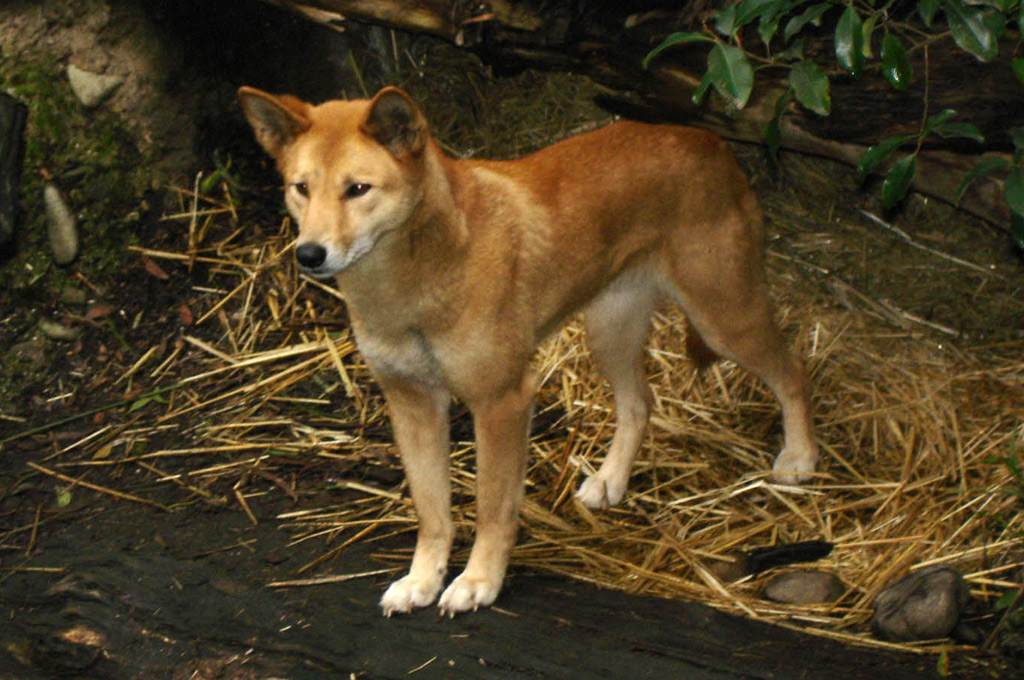
Un dingo.

Le più antiche tracce archeologiche di dingo in Australia risalgono a circa 3 500 anni fa. Per questo motivo non è chiaro se si tratta di un animale nativo della regione oppure introdotto dall'uomo.
Studi sulle popolazioni di canguri ed emù nelle zone a cavallo delle recinzione hanno mostrato come al di fuori della recinzione, dove è maggiore la presenza di dingo, si ha una minore popolazione delle altre due specie animali, mentre all'interno della recinzione la densità di popolazione di canguri ed emù è funzione della maggiore o minore disponibilità di cibo nel corso degli anni. Questi studi dimostrerebbero quindi che la presenza del dingo funziona da regolatore delle popolazioni di canguri ed emù.
Secondo il dottor Mike Letnic dell'Università di Sydney, il dingo, in quanto uno dei maggiori predatori d'Australia, ha un ruolo importante nel mantenere l'equilibrio nella natura e che se reintrodotti potrebbero aumentare la biodiversità in Australia. La loro presenza infatti permette di contrastare la diffusione di specie introdotte come le volpi rosse. Dove i dingo furono sterminati il Dr. Letnic ha infatti riscontrato un aumento di volpi rosse e di animali erbivori, mentre i piccoli mammiferi nativi dell'Australia e le erbe autoctone sono andate perse.
Anche se la recinzione ha contribuito a ridurre la perdita di pecore da parte dei dingo predatori, l'esclusione della loro specie ha consentito negli anni una maggiore presenza di volpi, conigli, canguri ed emù. Per quanto riguarda invece le pecore, queste vengono sempre più sbranate dai cani selvatici.